# Baia Nouă, Mehedinți
Baia Nouă este un sat în comuna Dubova din județul Mehedinți, Banat, România. La recensământul din 2002 avea o populație de 274 locuitori. Exploatare de huilă.